# تشاد فراي
تشاد فراي (بالإنجليزية: Chad Frye)‏ هو رسام توضيحي ومؤلف ورسام كارتون أمريكي، ولد في 17 أغسطس 1972.

## وصلات خارجية
- تشاد فراي على موقع IMDb (الإنجليزية)